# Tư Phúc Như Bảo
Tư Phúc Như Bảo (資福如寶; C: zīfú rúbǎo; J: shifuku nyohō, 890-960, khoảng thế kỷ IX-X) là một thiền sư Trung Hoa thuộc đời thứ 4 Quy Ngưỡng Tông. Sư là đệ tử nổi pháp thiền sư Tây Tháp Quang Mục (西塔光穆), một môn đệ đắc pháp của Thiền sư Ngưỡng Sơn Huệ Tịch. Sự thường sử dụng 97 viên tướng để giáo hóa người học (một hệ thống truyền pháp bí mật mà chỉ các bậc thượng thủ trong Quy Ngưỡng tông được truyền và ứng dụng). Hành trang của sư bí ẩn, ít lưu lại. Sư được nhắc đến trong công án 33 và 97 của Bích Nham Lục.